# Индейский тюрбан

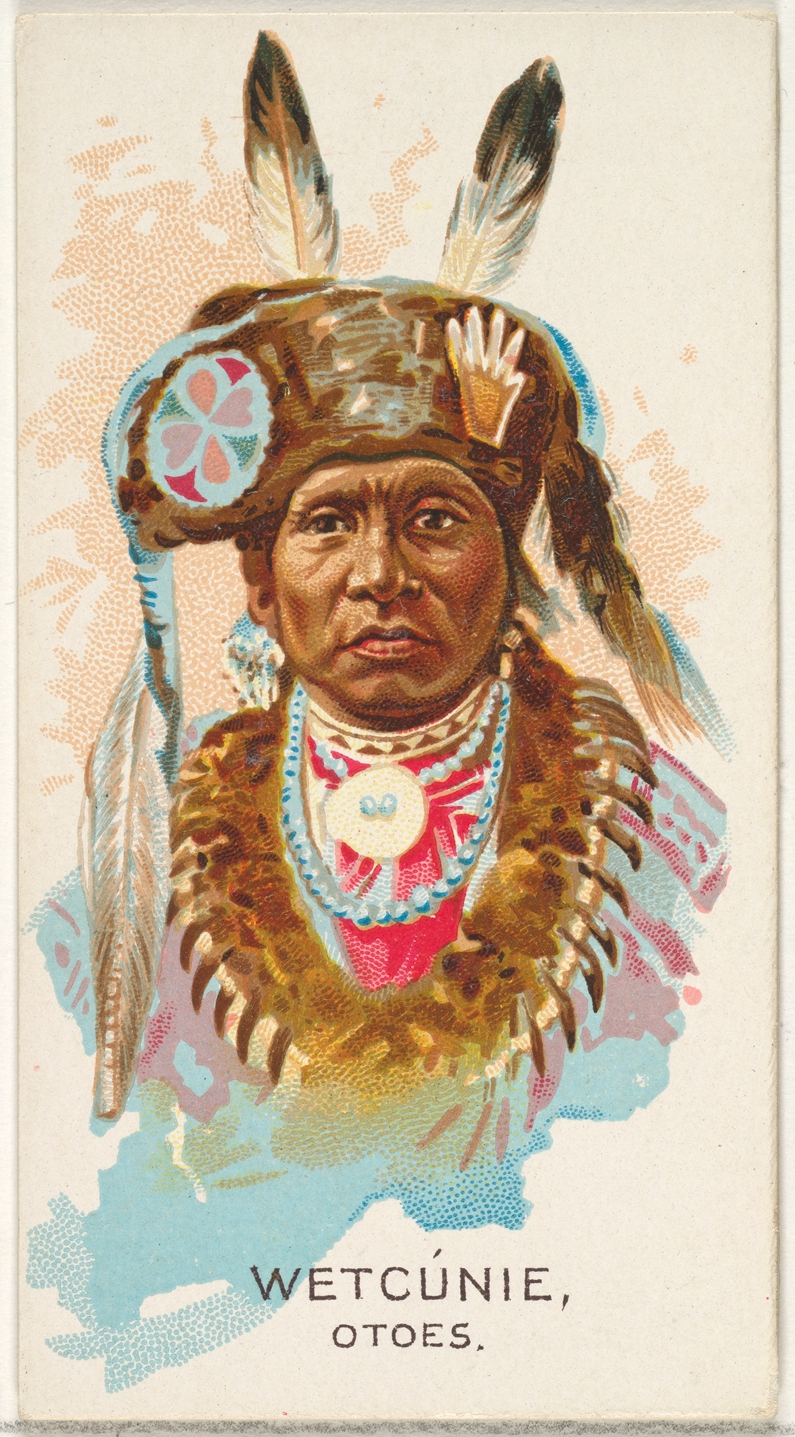
Вождь ото

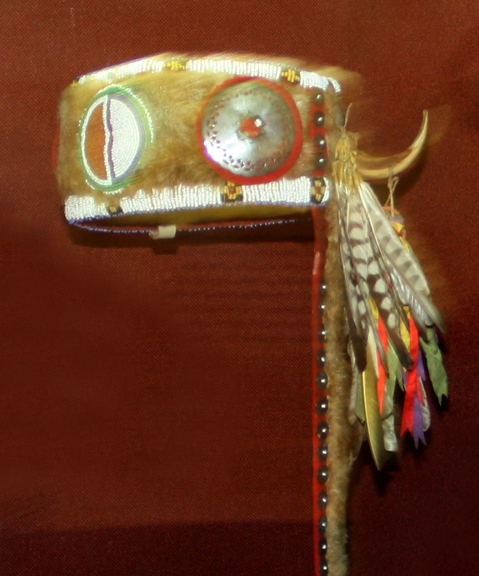
Тюрбан из шкуры выдры с медвежьим когтем, украшенный бисером и кончас. Тонкава Оклахомы, ок. 1880 г.

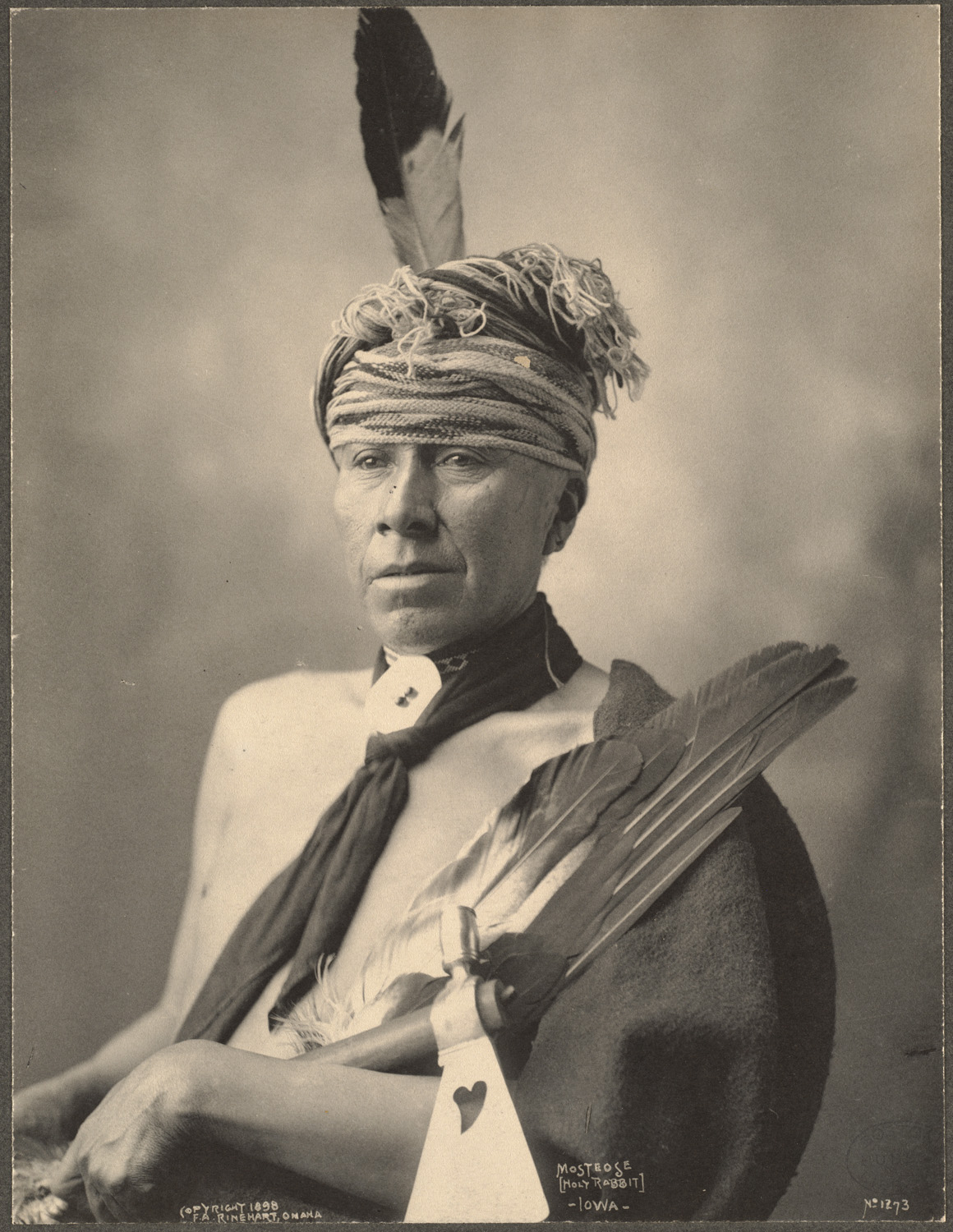
Индеец айова в тюрбане из поясов

Тюрбан — общее название для двух видов головных уборов, которые были популярны у части индейцев Великих равнин, а также у большинства племён восточной лесной части нынешних США. Первый вид тюрбана представляет собой обёрнутую вокруг головы в виде цилиндра шкуру какого-либо животного. Второй вариант создавали из накрученной вокруг головы материи или плетёных поясов. Матерчатые тюрбаны распространились среди индейцев в XIX веке, когда стали массово доступными покупные ткани.

## Меховой тюрбан
Меховые тюрбаны (а скорее, «короны») имеют много общего с другими индейскими меховыми шапками или головными повязками, но всё же их традиционно рассматривают отдельно, так как они были статусным символом и входили в ранговую систему в ряде племён. Эти уборы носили или в любое время года, или же предпочитали зиму — для тепла.
Так у скиди-пауни высший ранг обозначала шкура дикой кошки. Затем шла шкура лисы. Более низкий ранг обозначал уже матерчатый тюрбан. В южной группе пауни была другая градация: сначала дикая кошка, затем большая белка.
Омаха носили тюрбаны из мягкой белой кожи. Опытные воины понков носили убор из лисьей шкуры и орлиным пером на затылке. Вожди понков имели право носить тюрбан из шкуры выдры. Его также дополняли перьями орла на затылке. Тюрбан из шкуры выдры был знаком высокого ранга у понков, осейджей, канзов, шайеннов и других. Популярность выдры объясняется тем, что индейцы приписывали ей магические способности. С ней связаны некоторые ритуалы общества Магического Танца, которое существовало среди ряда племён. У меномини принадлежность к обществу можно было определить по крепящимся к тюрбану вертикально сбоку пучкам раскрашенных расщеплённых ястребиных перьев.
Тюрбаны из шкуры выдры были наиболее предпочтительными, но если были проблемы достать шкурку выдры — как в резервациях Оклахомы, — то использовали плюшевый бархат или даже овчину. У подобных тюрбанов было очень много вариантов их конструкции и оформления. Некоторые меховые тюрбаны отличаются торчащим горизонтально вбок справа или слева треугольным хвостом. Хвост мог быть пришит спускающимся вниз, сбоку или сзади, или укладывался по окружности убора. Мог и отсутствовать вообще. Иногда оставлялась шкура с головы выдры, которая тоже торчала в сторону иногда раздваиваясь на две половинки. Меховая поверхность тюрбана может вообще оставаться без дополнительных украшений, но часто она бывает по-разному расшита: например, имеет единственную, вышитую бисером диагональную  полосу или крупные круглые бисерные медальоны, растительный орнамент. Также пришивали крупные металлические бляхи, круглые зеркальца и кончас (исп. conchas — ракушки) — бляхи из немецкого серебра (нейзильбера или мельхиора). Обшивали также пуговицами и десятицентовыми монетами. Хвост и головная часть шкуры тоже украшались. В качестве подвесов применялись и волчьи хвосты. Часть тюрбанов перепоясывалась обручем из широкой металлической ленты. Добавляются и разнообразные дополнительные подвесы. Иногда имеется один направленный вбок небольшой рог. Реже имеются парные рога, или их заменяют на медвежьи когти. Рога украшают латунными гвоздиками. Восточные сиу и манданы также носили меховые тюрбаны вместе с роучем, что было более характерно для матерчатых тюрбанов.

## Матерчатый тюрбан
Тюрбан из белого или красного платка или узорчатой набивной ситцевой ткани у скиди-пауни стоял на третьей ступени рангов. Обычные воины пауни могли носить матерчатые тюрбаны, накрученные из тканых поясов. Они ткались из нитей пяти цветов и имели на концах бахрому. Как пояса их носили мальчики из знатных семей и молодые женщины. На голову их накручивали часто так, чтобы по бокам лица свешивалась бахрома. На затылке помещалось орлиное перо.
Различные способы ношения матерчатых тюрбанов практиковались в племенах восточных лесов. Их делали из поясов, из пёстрых платков ярких цветов. Использовали различные виды тканей: ситец, шерсть, лён, шёлк. Могли одну ткань покрывать другой, более дорогой. Платки скручивали в ширину ладони и затем накручивали на голову. Или использовали ленты материи, не длиннее пяти метров. Часто тюрбаны имели открытый верх. Это позволяло их сочетать с роучем или каким-нибудь перьевым украшением, например, пучком из ободранных с перьев бородок. В складки повязки могло быть произвольно вставлено одно или несколько перьев, в том числе и страуса. На Юго-Востоке почётными считались перья цапли. Некоторые оджибве перевязывали тюрбан снаружи шнурком, под который вокруг вставлялось достаточно много орлиных перьев, но которые из-за подобного ненадёжного крепления принимали любое произвольное положение. Некоторые тюрбаны представляли собой просто узкую головную повязку из скрученной ткани, но в некоторых восточных племенах встречались и довольно большие, похожие на азиатские. Иногда платок на голове повязывали просто, в стиле банданы.
У семинолов, кроме обычных, были тюрбаны с жёстким каркасом в форме цилиндров или дисков разной величины. Их наматывали из нескольких платков, шарфов или отрезов ткани. Каркас делался из ротанговой пальмы. С появление соломенных шляп канотье стали иногда использовать их, так как жёсткие поля удобно поддерживали намотанные слои. После примерно 1920 г. и по настоящее время такие тюрбаны, выйдя из повседневного обихода, используются только как церемониальные головные уборы.

Поверх матерчатого тюрбана, в том числе и цилиндрического, может быть надет различной ширины обруч из листового металла: олова, немецкого серебра, реже из настоящего серебра, украшенный прорезным узором.

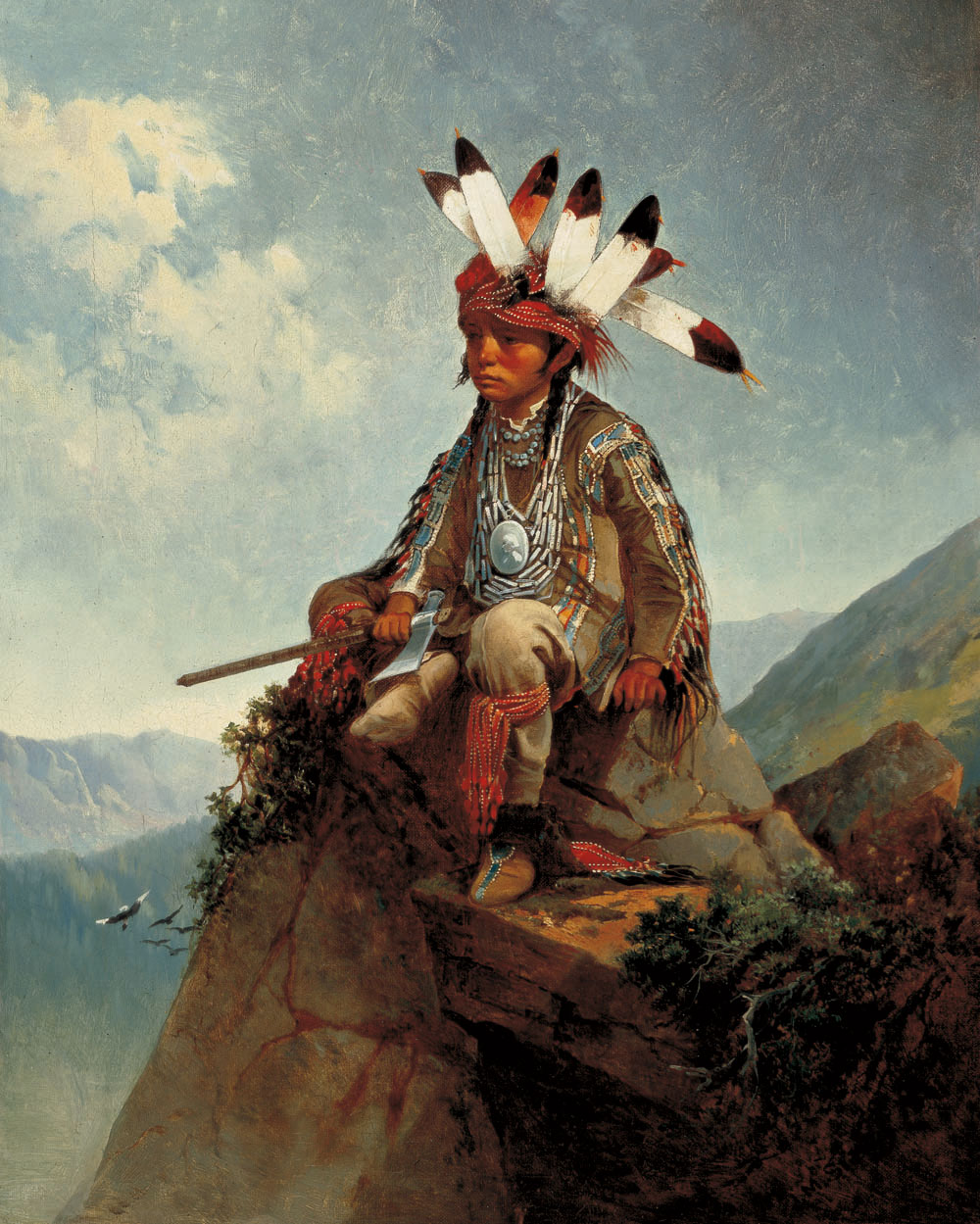
Молодой вождь. Стэнли, Джон Микс, 1868 г.
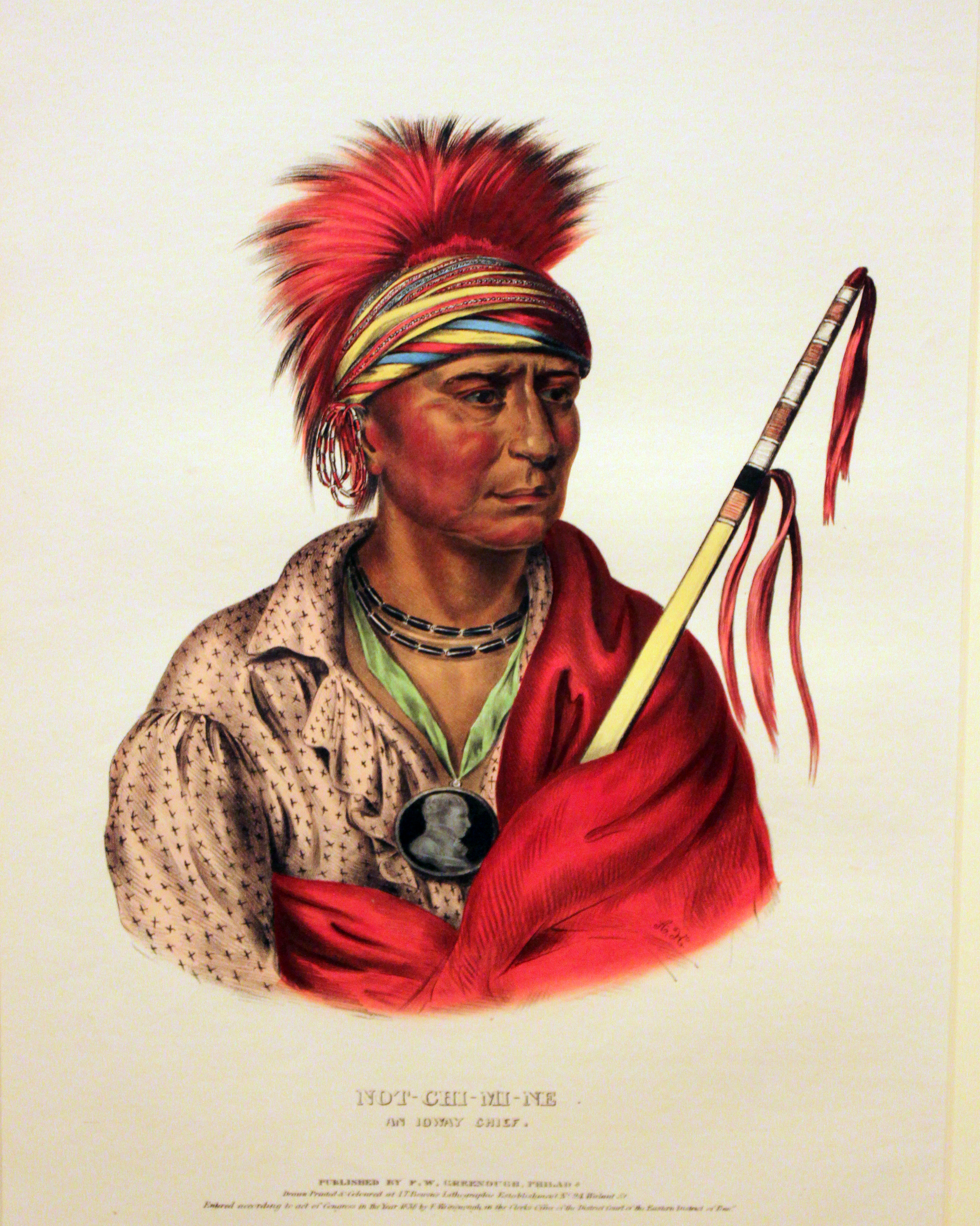
Вождь айова в тюрбане и с роучем (1833). Джордж Кэтлин
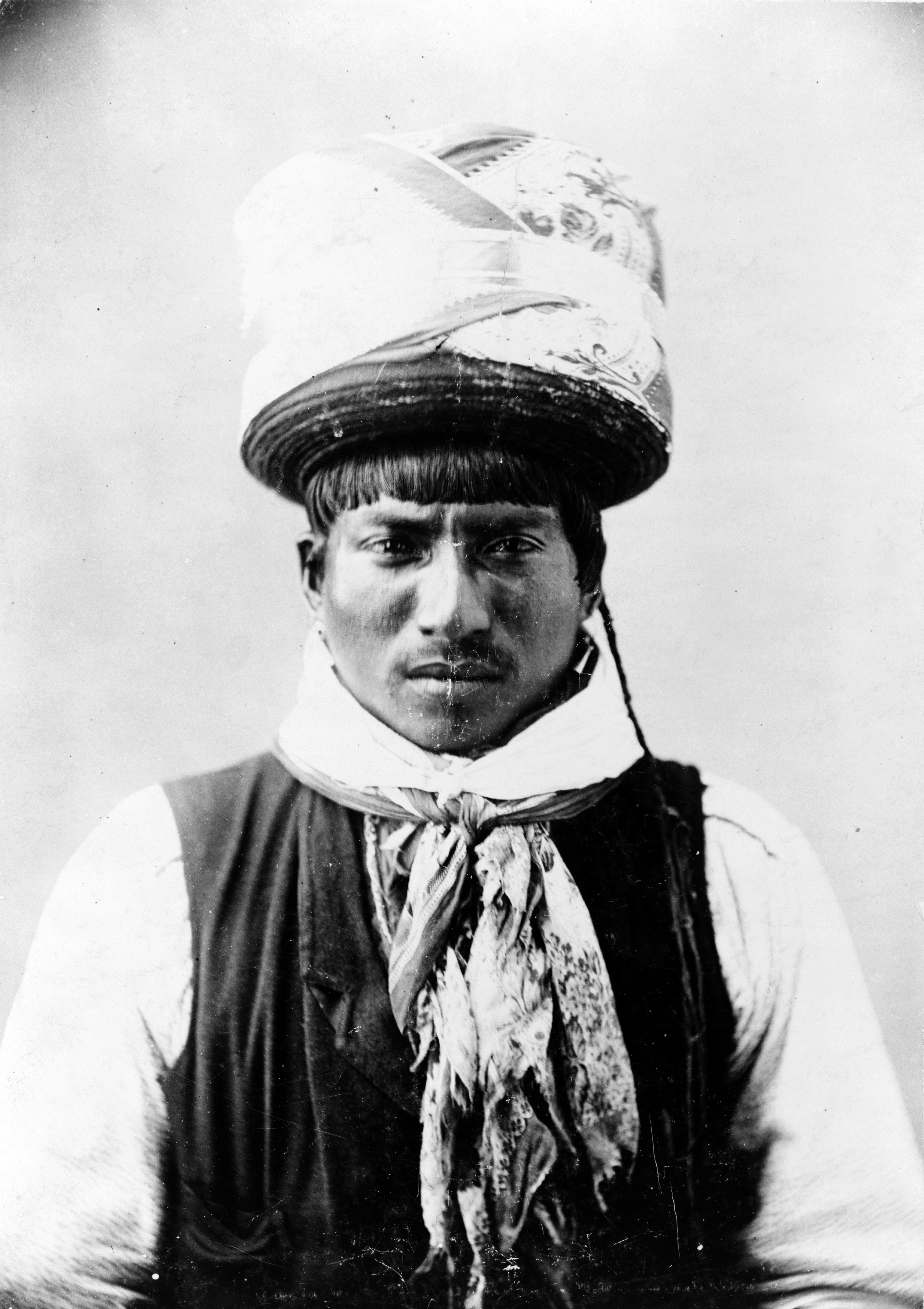
Семинол в цилиндрическом матерчатом тюрбане (1895).